# Charles W. Woodworth

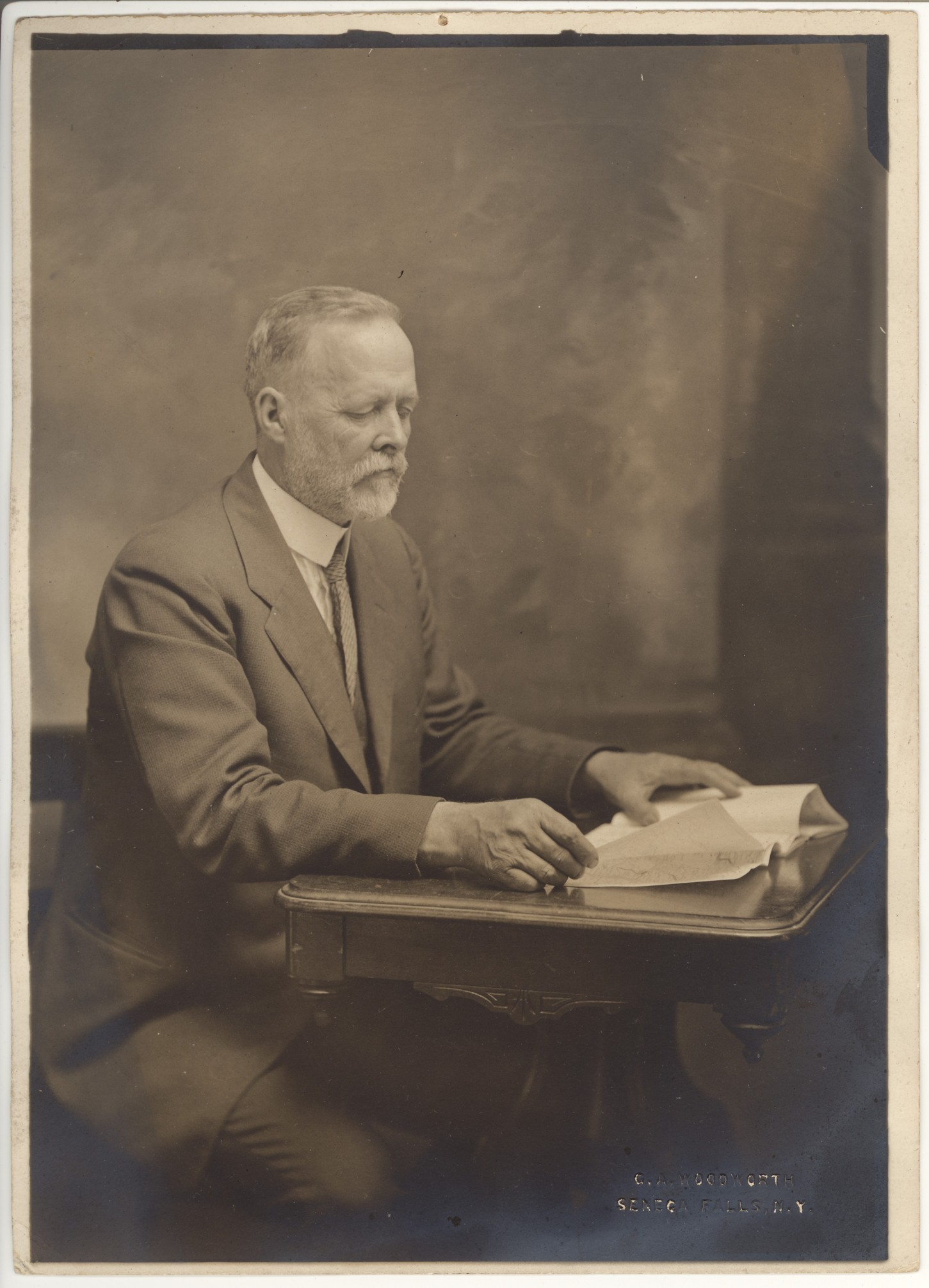
Charles W. Woodworth

Charles William Woodworth (* 28. April 1865 in  Champaign, Illinois; † 19. November 1940 in Berkeley, Kalifornien) war ein US-amerikanischer Entomologe.

## Leben
Woodworth studierte Biologie an der University of Illinois at Urbana-Champaign mit dem Bachelor-Abschluss 1885 und dem Master-Abschluss 1886. An der Universität war er Assistent von Stephen Alfred Forbes. Von 1886 bis 1888 studierte er Entomologie an der Harvard University bei Hermann August Hagen. 1888 wurde er Entomologe und Botaniker an der Agricultural Experimental Station der University of Arkansas. 1889 heiratete er dort. Während seines Aufenthalts in Arkansas erkrankte er an Malaria.  1891 wurde er Assistent Professor an der University of California, Berkeley, an der er die Abteilung Entomologie gründete und am Aufbau der Agricultural Experimental Station der Universität mitwirkte (die spätere University of California, Davis). Anfangs war er bei Eugene Woldemar Hilgard, der ihn stark beeinflusste. 1904 wurde er Associate Professor und 1913 Professor in Berkeley. Er leitete die Entomologie bis 1920 und 1930 wurde er emeritiert.
1900 bis 1901 war er wieder in Harvard bei William E. Castle (und 1901 in Europa). In Harvard schlug er gegenüber Castle die Verwendung der in großen Mengen züchtbaren Drosophila für genetische Forschung vor, was von Thomas Hunt Morgan aufgegriffen wurde. 1918 und 1921 bis 1924 war er Gastprofessor an der Universität Nanking in China, wo er wirksame Mosquito-Kontrollen initiierte und bei der Einrichtung eines regionalen Büros für Entomologie von Kiangsu half und bei der Gründung lokaler Firmen für Pestizide. Er selbst leitete einige Kampagnen gegen Schadinsekten in Kalifornien und war maßgeblich an den kalifornischen Gesetzen zum Einsatz von Pestiziden beteiligt. Von 1930 bis 1932 war er in Südamerika und reiste um die Welt.
Ein jährlicher Preis der Pazifik-Sektion der Entomological Society of America ist nach ihm benannt.
Woodworth war auch ein begabter Physiker und Mathematiker, der optische Instrumente selbst baute. Er trug auch mit chemischen Kenntnissen zur Entwicklung von Pestiziden.

## Schriften
- A list of insects of California with synopses, bibliography and synonymy, Insects of California 1903, S. 43–49
- The Wing Veins of Insects, 1906
- Guide to California Insects, 1913
- School of Fumigation, 1915